# 青丘站
青丘站（：／ Cheonggu yeok */?）是首都圈電鐵5號線與首尔地铁6号线沿線交會的一座轉乘車站，位於韓國首爾特別市中區新堂4洞。開通時的站名為光熙門站（광희문역），但因實際位置與光熙門稍有距離，加之擔憂與光化門站混淆，故於1997年3月26日改以新堂洞的舊名「青丘洞」重新命名。

## 車站構造
5號線月台位於地下4層，6號線月台則位於地下2層。
5號線站體為1面2線的島式月台構造，6號線站體則是2面2線的側式月台，兩線候車月台皆裝設有月台幕門，並有出口共有3處。

### 5號線月台

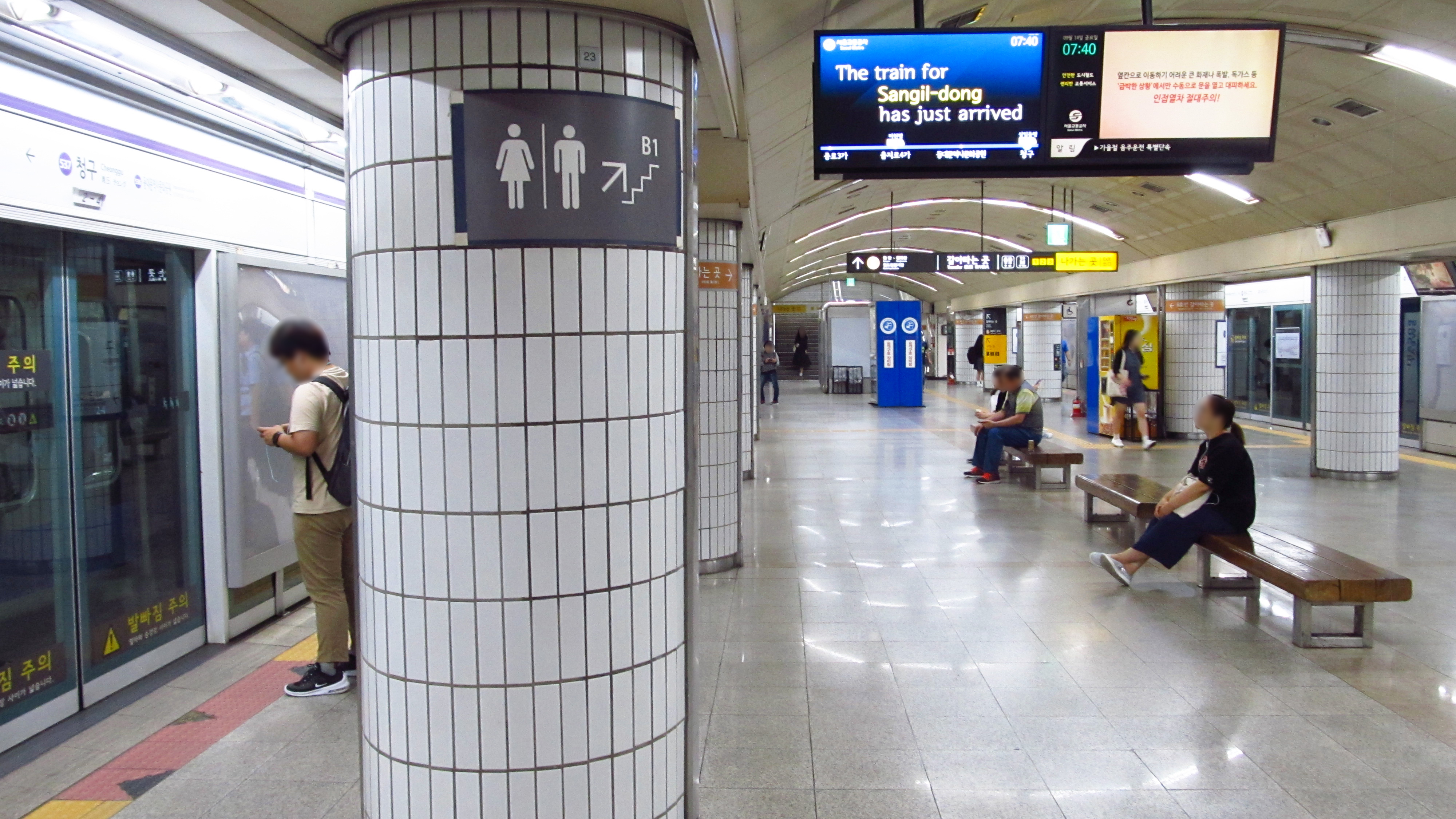
5號線候車月台

| 東大門歷史文化公園 ↑ |
| 下 上 \|             |
| ↓ 新金湖             |

| 月台 | 路線             | 目的地                                     |
| ---- | ---------------- | ------------------------------------------ |
| 上行 | ●首都圈電鐵5號線 | 光化門、木洞、傍花方向                     |
| 下行 | ●首都圈電鐵5號線 | 新金湖、江東、上一洞、河南黔丹山、馬川方向 |

### 6號線月台

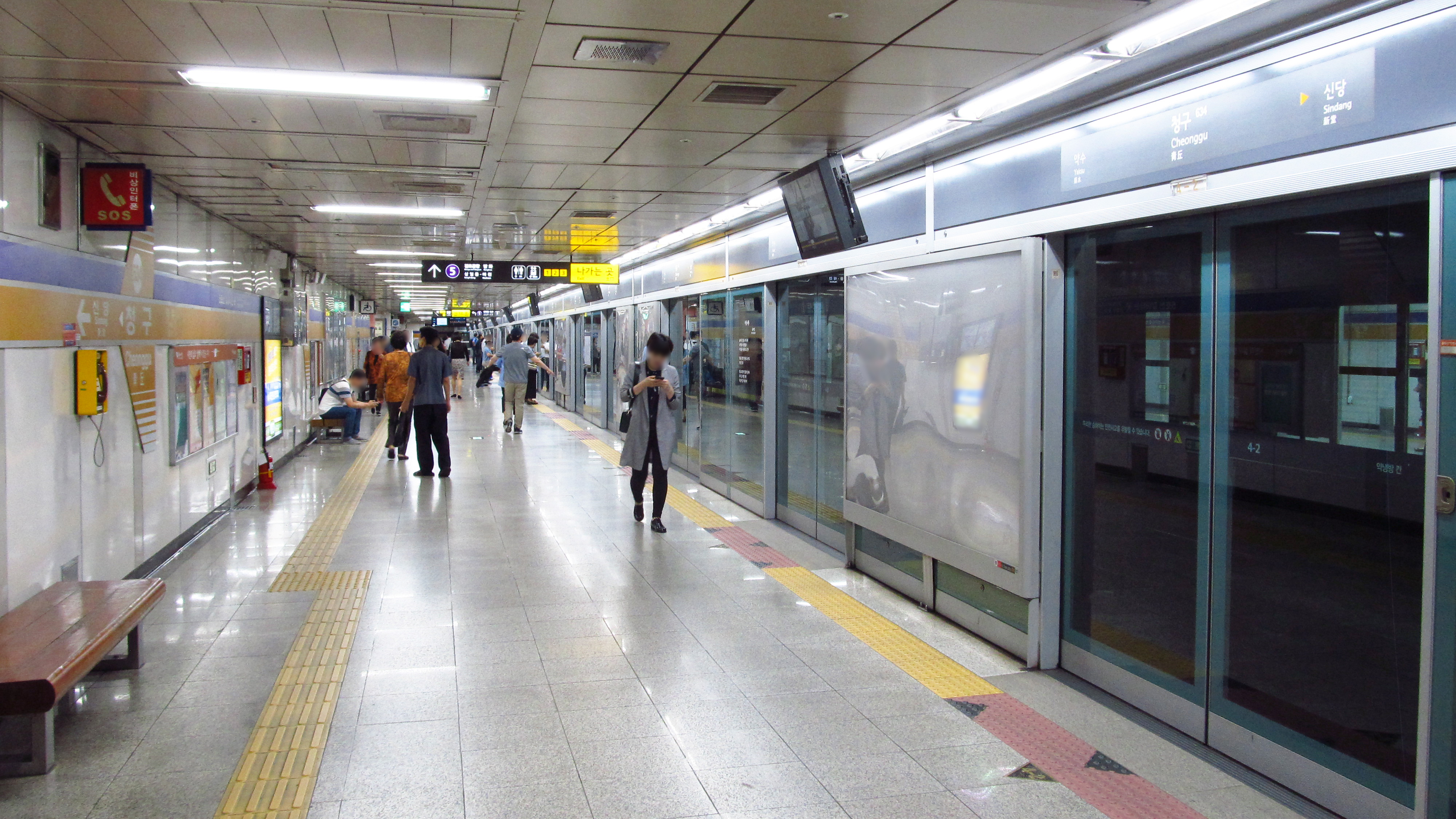
6號線候車月台

| 藥水 ↑ |
| \| 上  |
| ↓ 新堂 |

| 月台 | 路線           | 目的地                               |
| ---- | -------------- | ------------------------------------ |
| 上行 | ●首尔地铁6号线 | 三角地、孔德、世界盃體育場、鷹岩方向 |
| 下行 | ●首尔地铁6号线 | 東廟、安岩、花郎臺、烽火山、新內方向 |

## 歷史
- 1996年12月30日：光熙門站落成啟用。
- 1997年3月26日：更名為青丘站。
- 2000年12月15日：6號線站體開通。

## 車站周邊
車站附近為住宅區域，鄰近首爾的舊城區。
- 新堂洞辣炒年糕街
- 首爾靑丘初等學校
- 首爾興仁初等學校
- 首爾裝沖初等學校

## 圖片

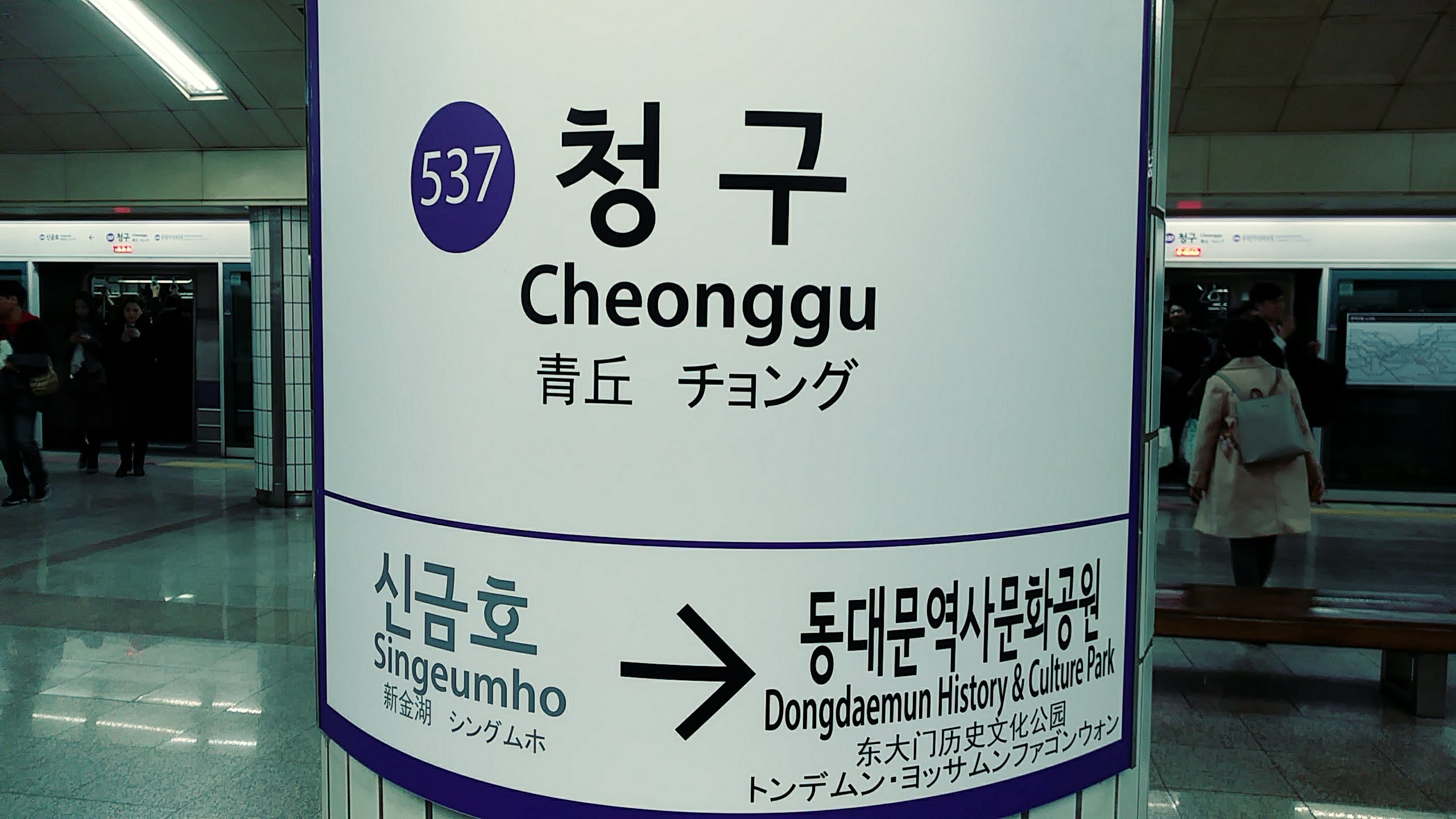
5號線站名牌
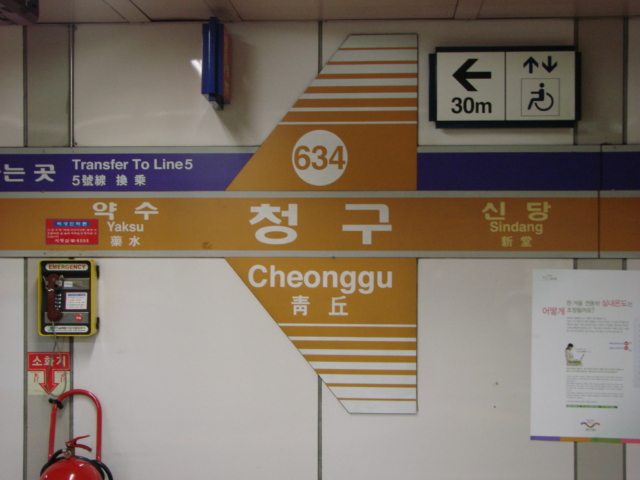
6號線站名牌
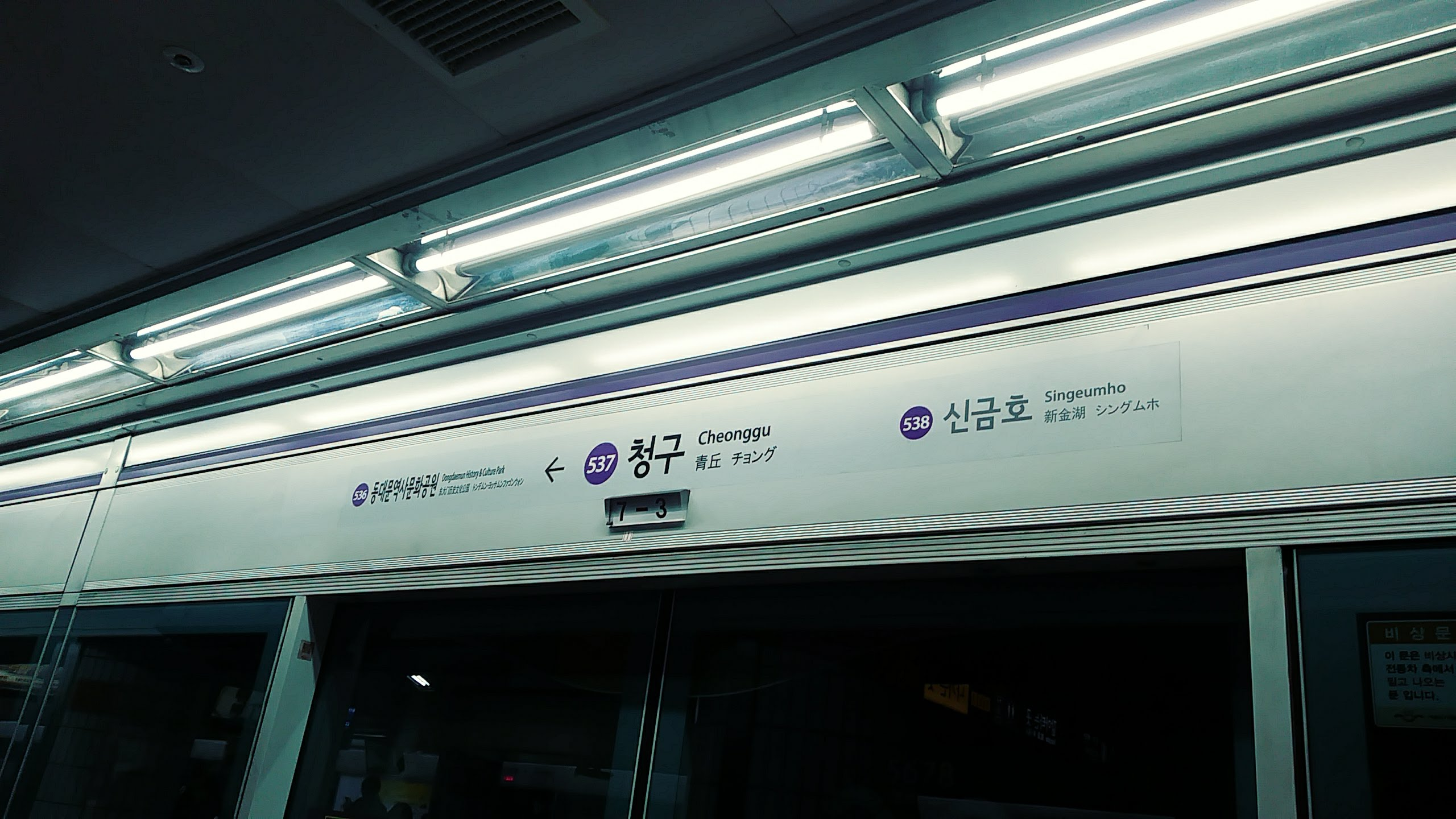
5號線月台門資訊板
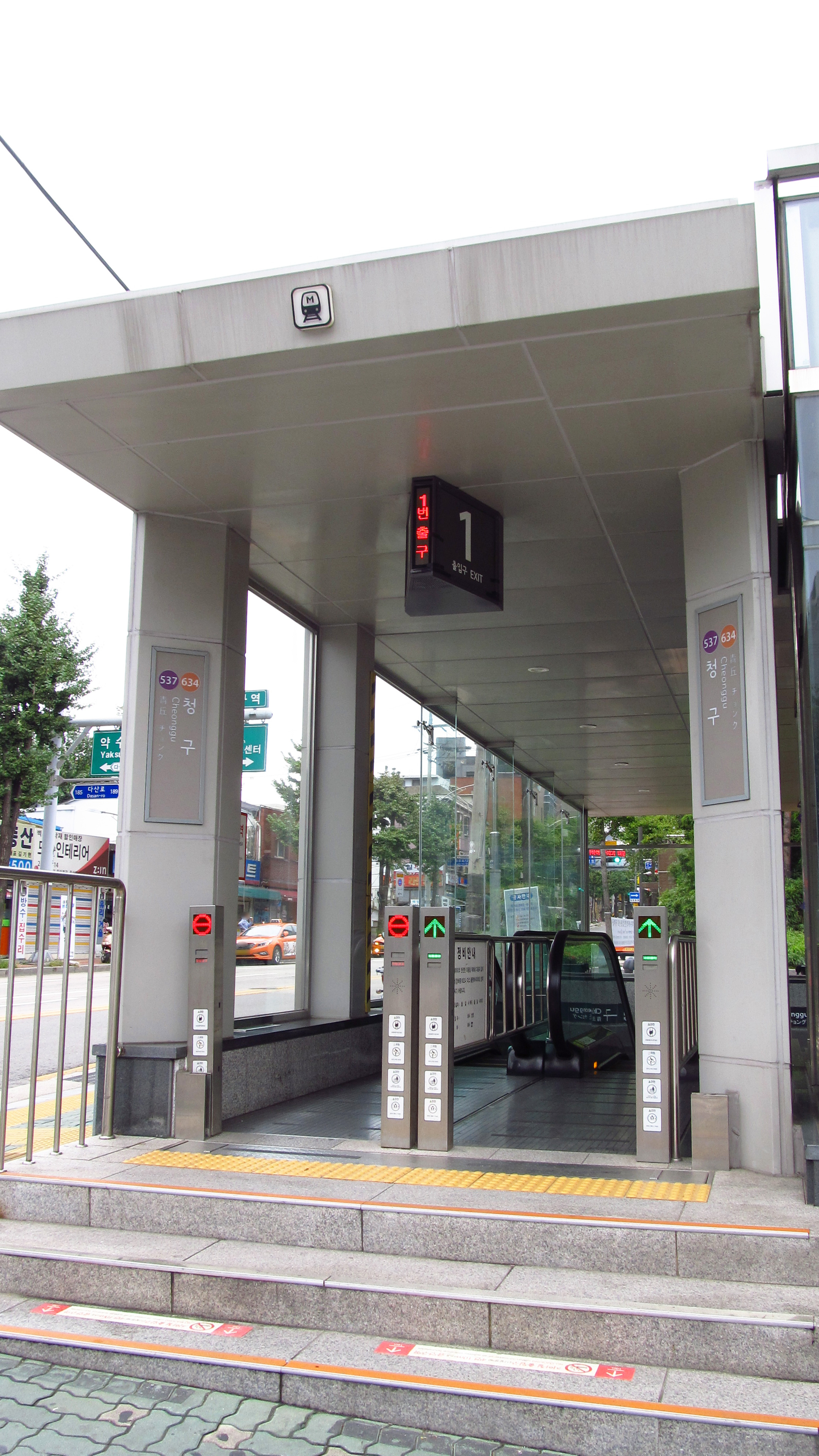
1號出口
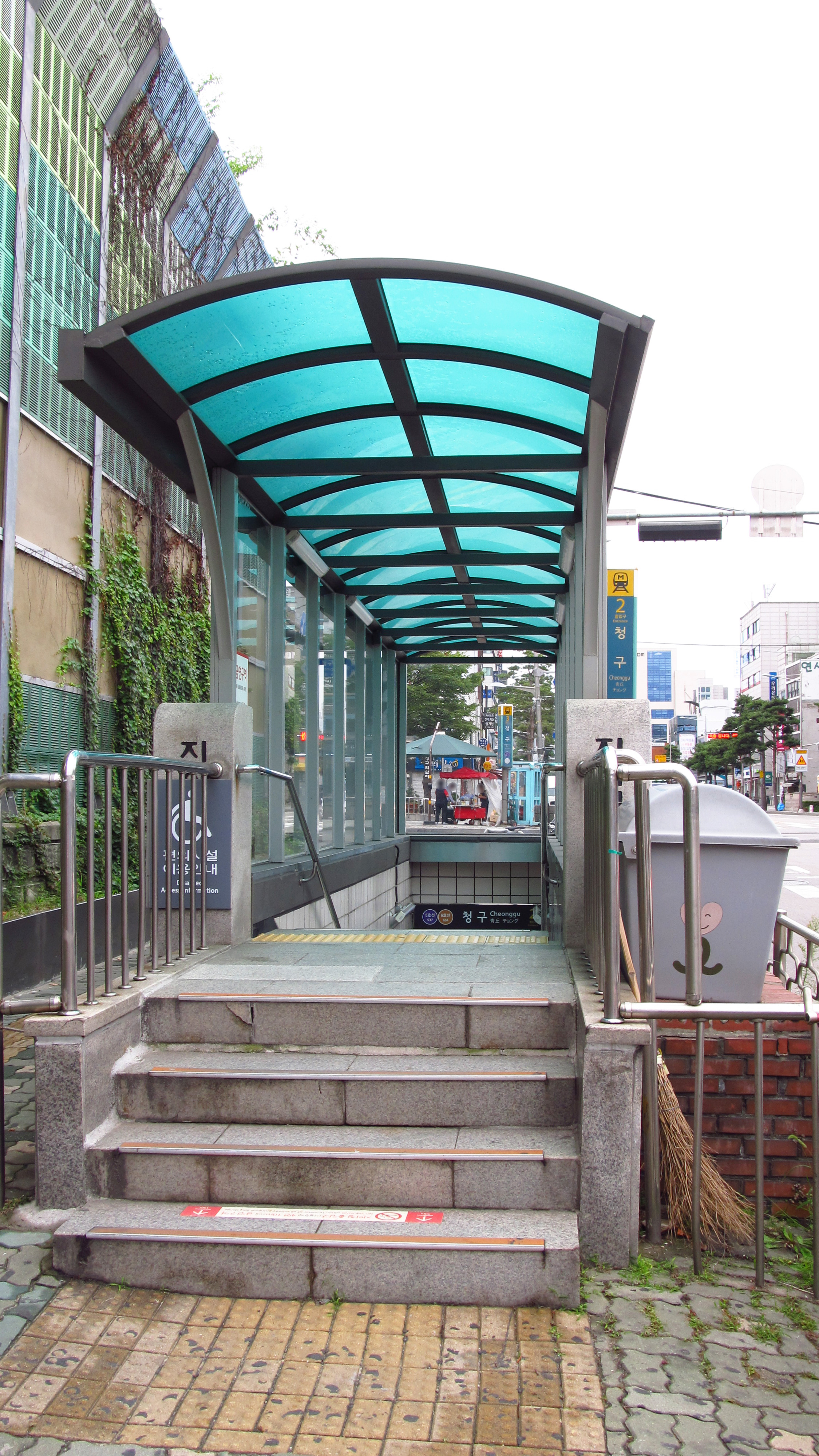
2號出口

## 相鄰車站
首爾交通公社
●首都圈電鐵5號線
東大門歷史文化公園（536）－青丘（537）－新金湖（538）
●首尔地铁6号线
藥水（633）－青丘（634）－新堂（635）